# Colliuris ludoviciana
Colliuris ludoviciana är en skalbaggsart som beskrevs av Sallee. Colliuris ludoviciana ingår i släktet Colliuris och familjen jordlöpare. Inga underarter finns listade i Catalogue of Life.